# جمعية اسنيم
الجمعية الرياضية و الثقافية لاسنيم هو نادي كرة قدم موريتاني، يمثل مدينة نواذيبو وينشط في الدوري الموريتاني الممتاز. وهو تابع لشركة اسنيم الموريتانية (الشركة الوطنية للصناعة والمناجم).

## بطولات الفريق
- الدوري الموريتاني الممتاز

البطل (2) : 2009, 2010
- كأس رئيس الجمهورية

البطل (1) : 1992